# HD 169830 c
HD 169830 c – planeta pozasłoneczna okrążająca gwiazdę HD 169830.
Planeta jest gazowym olbrzymem o masie cztery razy większej od Jowisza. Orbituje wokół gwiazdy macierzystej w środkowej części ekosfery (ang. habitable zone). Modele atmosfer planet pozasłonecznych sugerują, że mogą ją otaczać chmury pary wodnej podobne do występujących na Ziemi, a zatem ma ona wysokie albedo. Póki jednak światło odbite od planety nie zostanie zarejestrowane, będą to jedynie spekulacje. Jeśli posiada ona jakiekolwiek księżyce, to istnieje prawdopodobieństwo, że występuje na nich woda w stanie ciekłym, a wraz z nią być może również życie.